# Хидроенергийна компания „Горна Арда“
Хидроенергийна компания „Горна Арда“ АД е българско предприятие за производство на електрическа енергия със седалище в София.
То е основано през 1999 година с цел изграждането на Каскада „Горна Арда“, разширение на съществуващата Каскада „Арда“ към горната част от басейна на река Арда в Родопите. След поредица от организационни, финансови и регулационни затруднения от 2017 година проектът е замразен.

## Каскада „Горна Арда“
Проектът предвижда каскадата да включва 3 хидровъзела, които да се изградят поетапно в районите на Мадан и Ардино, включително три големи и няколко малки електроцентрали с обща мощност 175 MW:
- Хидровъзел „Мадан“
  - Язовир „Мадан“ с общ завирен обем 141 млн. m³ и залята площ 4,6 km²; каменнонасипна стена с височина 92,4 m
  - ВЕЦ „Бял извор“ с мощност 46 MW
  - Малка ВЕЦ на приток на Арда с мощност 1,4 MW
- Хидровъзел „Ардино“
  - Язовир „Ардино“ с общ завирен обем 93,4 млн. m³ и залята площ 3,1 km²; каменнонасипна стена с височина 102,7 m
  - ВЕЦ „Ардино“ с мощност 56,6 MW
  - Малка ВЕЦ на приток на Арда с мощност 1,4 MW
- Хидровъзел „Сърница“
  - Язовир „Сърница“ с общ завирен обем 92,2 млн. m³; бетоновогравитачна стена с височина 96,2 m
  - ВЕЦ „Китница“ с мощност 67,9 MW
  - Малка ВЕЦ на приток на Арда с мощност 1,3 MW

## История
Предприятието е първоначално създадено през 1999 година от българската Национална електрическа компания и турската „Джейлан Холдинг“. Това става въз основа на междуправителствена спогодба между България и Турция за дългосрочен бартер, като турската страна изгражда в България пътища и каскада от водноелектрически централи, а в замяна внася от България електроенергия. Проектът е от значение за двустранните отношения и през октомври 1999 година е направена тържествена първа копка от министър-председателите Иван Костов и Бюлент Еджевит.
В периода 2001-2003 година започва работа по Хидровъзел „Мадан“. Изпълнени са подготвителните работи по площадката, отбивните тунели за изграждането на язовирната стена и корекцията на река Арда при бъдещата електроцентрала.
Първоначално се планира строителството на каскадата да завърши през 2006 година, но малко по-късно проектът е замразен, поради спорове между съдружниците. След фалита на „Джейлан Холдинг“ през 2010 година дяловете му в проектната компания са купени от австрийската И Ви Ен, която вече е ангажирана с електроразпределението в Югоизточна България. Започната е работа по преработка на първоначалните проекти от 80-те години, но без съществен напредък.